# Брэдли, Майкл
Майкл Ши́ан Брэ́дли (англ. Michael Sheehan Bradley; род. 31 июля 1987, Принстон, Нью-Джерси, США) — американский футболист, полузащитник. Участник чемпионатов мира 2010 и 2014 годов в составе сборной США.

## Карьера

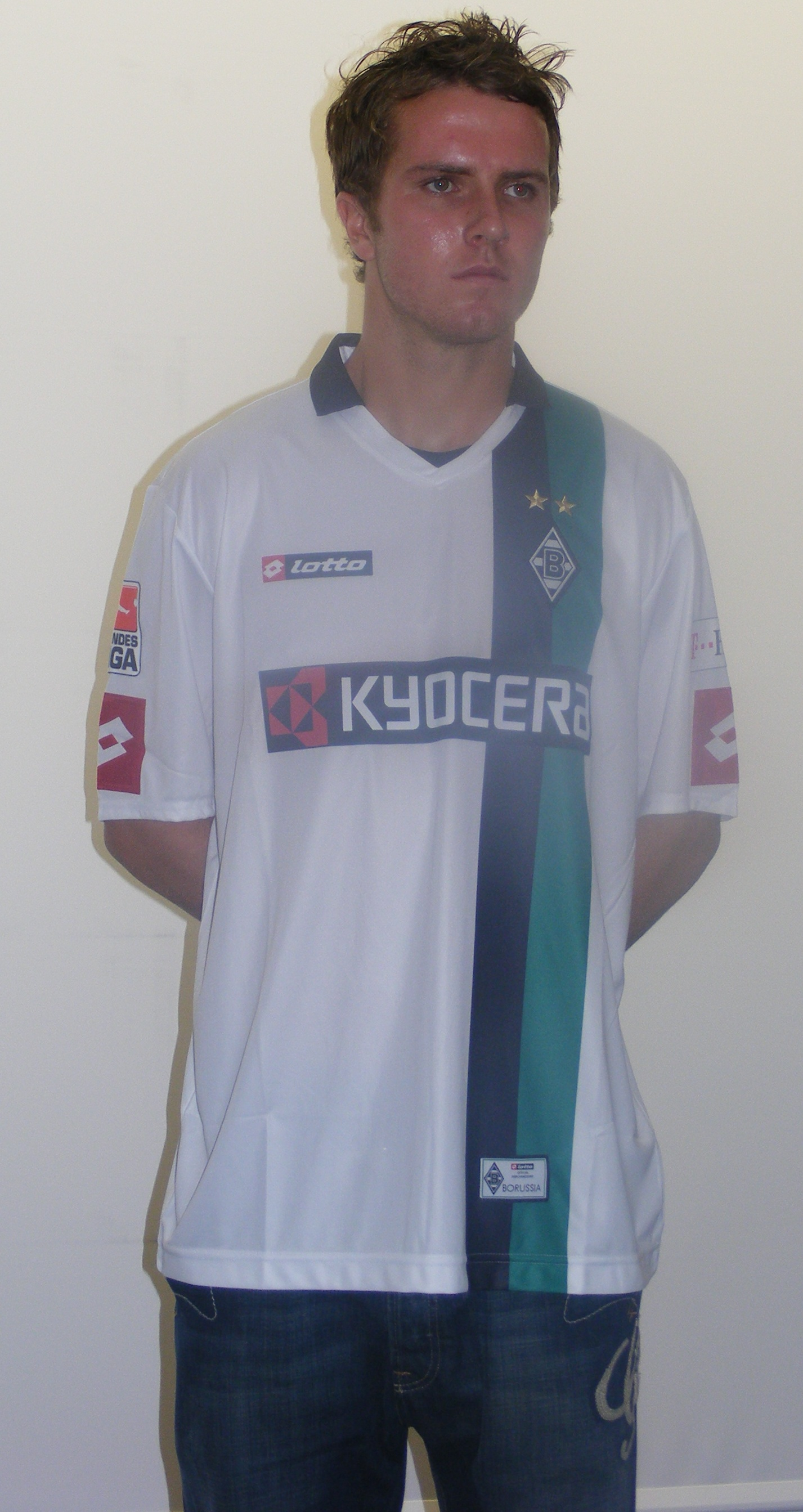
Брэдли в форме «Боруссии» (Мёнхенгладбах)

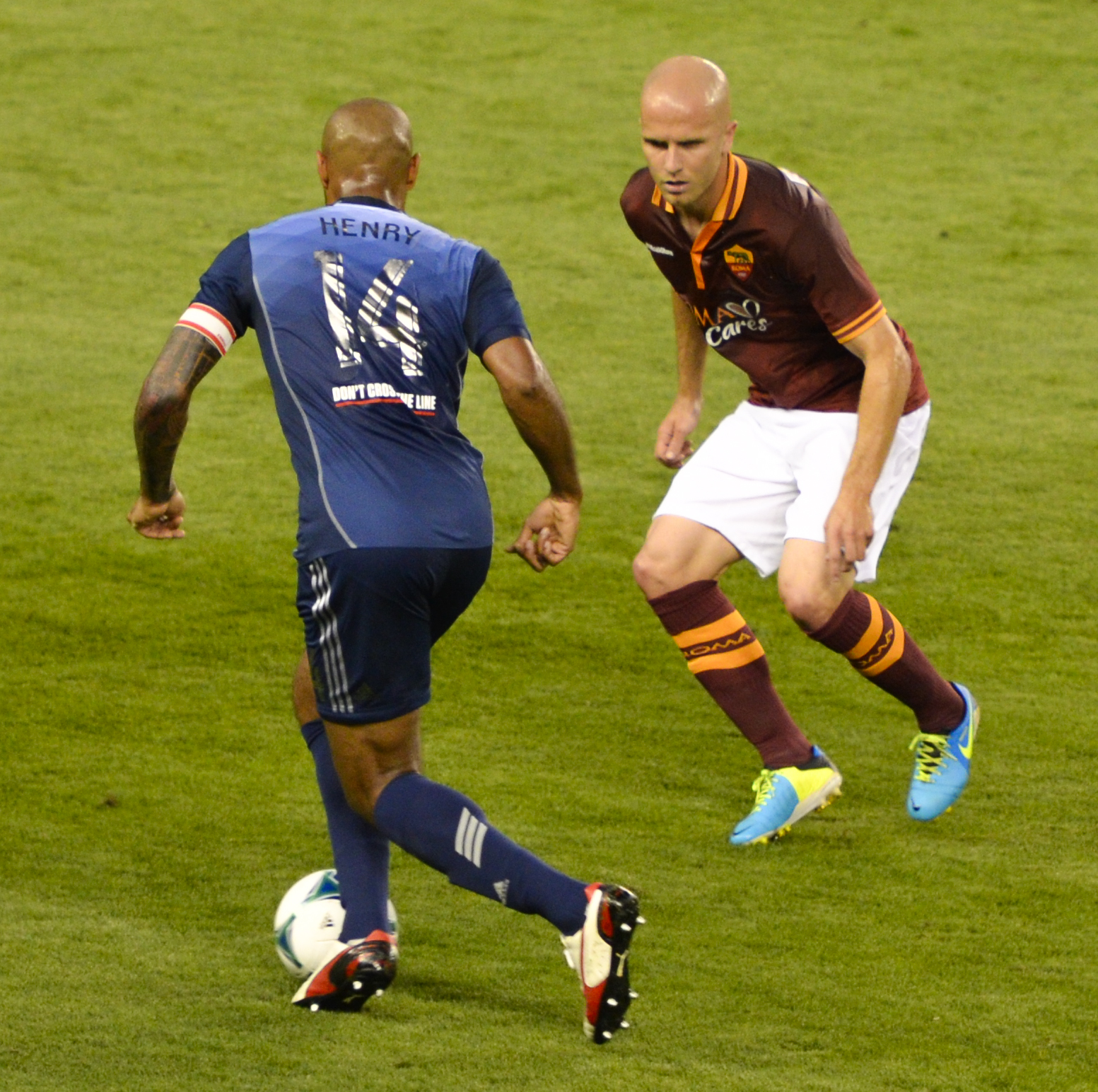
Брэдли в единоборстве с Тьерри Анри в Матче всех звезд MLS 2013

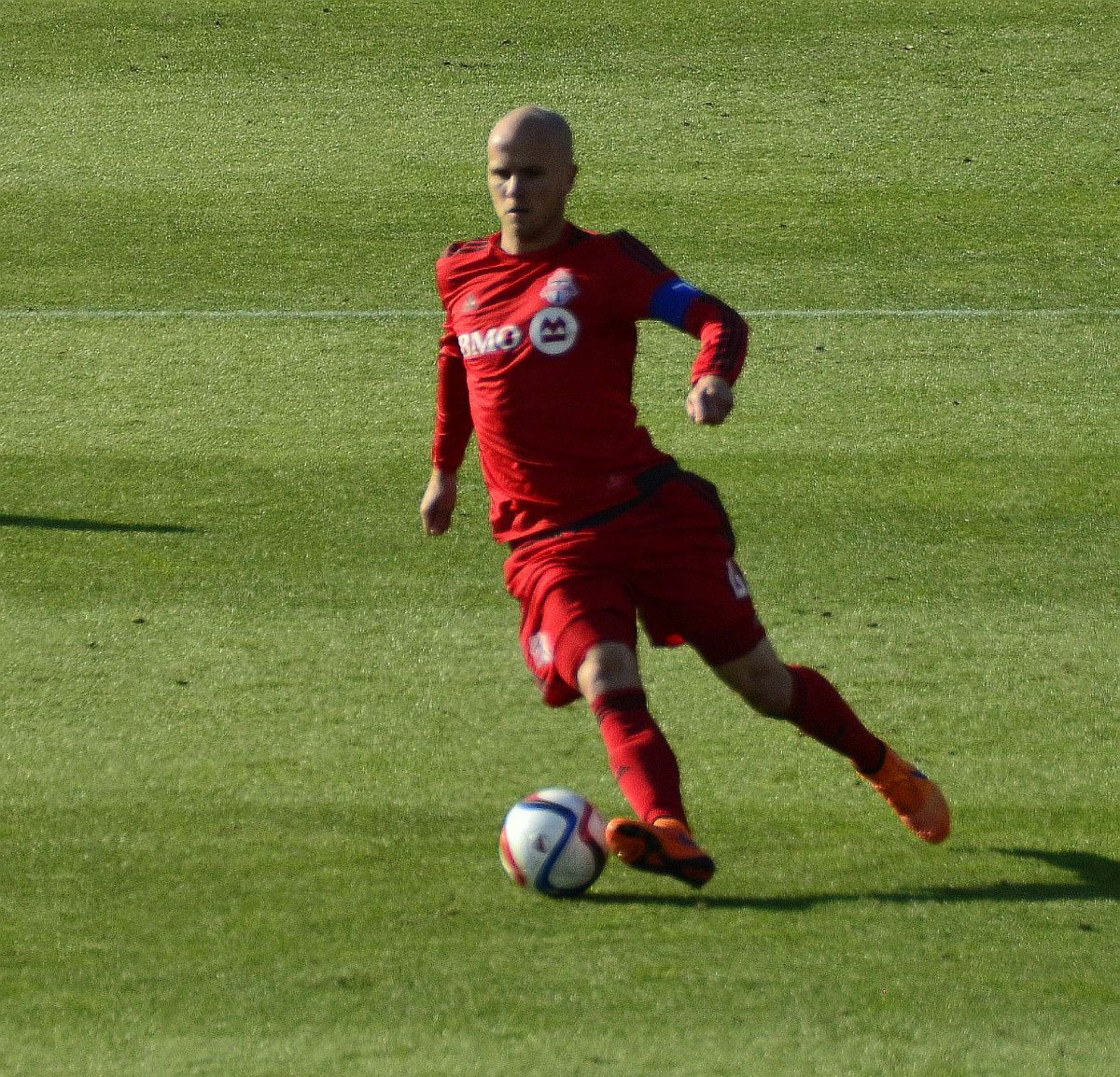
Брэдли в составе «Торонто»

Майкл Брэдли родился в Принстоне, штат Нью-Джерси. Его отец — Боб Брэдли — играл в команде Принстонского университета в 1976—1980 годах, позже тренер. Провёл своё детство в штате Иллинойс с отцом, который тогда тренировал команду «Чикаго Файр». До 2002 года Майкл играл в юниорской команде «Чикаго Сокерс».

### «Метростарз»
В возрасте 16 лет, в январе 2004 года, Брэдли подписал контракт с MLS по программе Project-40. На Супердрафте MLS 2004 он был выбран клубом «Метростарз» в четвёртом раунде под общим номером 36. Команду в то время тренировал его отец. В первом сезоне Майкл не сыграл ни одного матча из-за травмы. В следующем он провёл 31 матч, свой единственный гол Брэдли забил в последнем туре против «Чивас США», позволив своей команде выйти в плей-офф.

### «Херенвен»
В январе 2006 года Брэдли стал самым молодым футболистом MLS, проданным в европейский клуб. Его новой командой стал нидерландский «Херенвен». 16 апреля 2006 года в матче против АЗ, Майкл дебютировал в Эредивизи. После завершении карьеры Паулом Босвелтом, Брэдли переведен на позицию центрального полузащитника. В сезоне 2007/08 он забил 16 мячей, тем самым был установлен рекорд для американских футболистов в европейских чемпионатах. До этого момента наибольшее количество голов забитых американцем было 13 (Брайан Макбрайд за «Фулхэм»).

### «Боруссия» (Мёнхенгладбах)
31 августа 2008 года Брэдли подписал четырёхлетний контракт с «Боруссией» из Мёнхенгладбаха. Позже выяснилось, что он имел также негласное соглашение с английским клубом «Бирмингем Сити». Майкл мог подписать контракт с английской командой в том случае, если бы она сохранила прописку в Премьер-лиге. 20 сентября в матче против берлинской «Герты» он дебютировал в Бундеслиге. 15 ноября в поединке против мюнхенской «Баварии» Брэдли забил свой первый гол и помог своей команде добиться ничьей в противостоянии с лидером чемпионата Германии.
В сезоне 2009/2010 Майкл поссорился с тренером клуба Михаэлем Фронцеком и на время был лишён места в основном составе. Позже они помирились и Брэдли вернулся в основу.

### «Астон Вилла»
31 января 2011 года Майкл на правах аренды до конца сезона перешёл в «Астон Виллу». 12 февраля в матче против «Блэкпула» он дебютировал в Премьер-лиге. Брэдли мог подписать с «Виллой» постоянный контракт, но отказался после того, как тренер клуба Алекс Маклиш покинул свой пост.

### «Кьево»

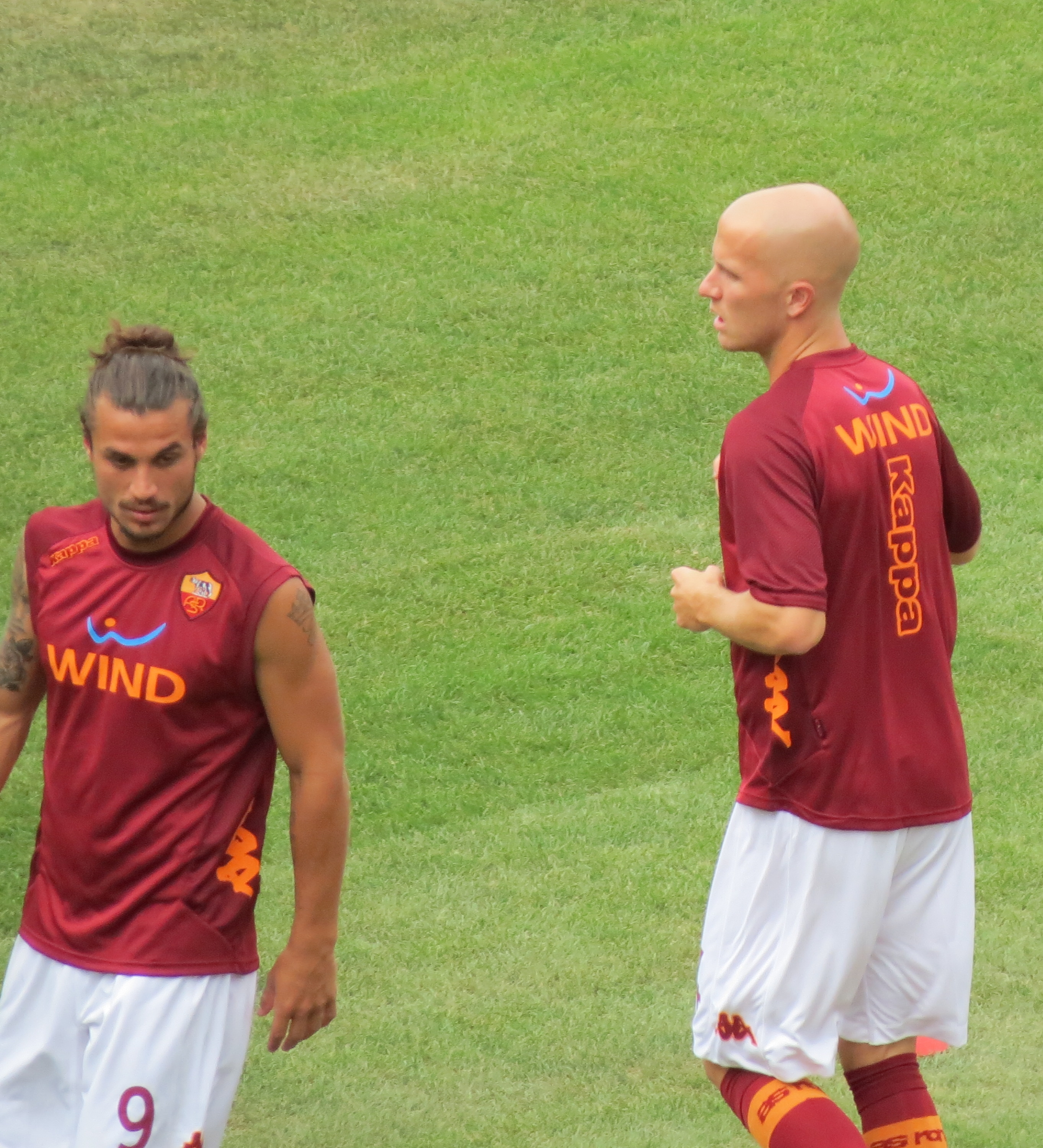
Брэдли (справа) с партнёром по «Роме» Пабло Освальдо

31 августа 2011 года Брэдли перешёл в «Кьево». Майкл сразу стал ключевым футболистом команды. 7 апреля 2012 года в матче против «Катании» он забил свой первый и единственный гол за клуб. После удачного выступления за «ослов», Брэдли заинтересовались многие клубы.

### «Рома»
15 июля 2012 года Брэдли подписал контракт с «Ромой» сроком до 30 июня 2016 года. Трансфер оценивается в сумму €3,75 млн ($4,6 млн).
25 июля 2012 года он забил свой первый мяч за свой новый клуб в товарищеском матче против «Ливерпуля». Свой второй гол за «Рому» Брэдли забил 19 августа в товарищеском матче против греческого «Ариса». 26 августа Брэдли провёл свой первый официальный матч в составе «Ромы» против «Катании», который закончился со счётом 2:2. 7 октября, после месячного отсутствия из-за травмы паха, в поединке против «Аталанты» Майкл забил свой первый гол в официальном матче. 26 мая 2013 года, Брэдли вышел в стартовом составе в кубковом матче против «Лацио» в финале Кубка Италии, однако «Рома» уступила со счётом 0:1.
6 сентября в отборочном матче ЧМ-2014 Брэдли получил травму. Он вернулся в строй 27 октября и сразу забил победный мяч в матче чемпионата Италии против «Удинезе».

### «Торонто»
13 января 2014 года Брэдли перешёл в канадский «Торонто», подписав контракт по правилу назначенного игрока. Сумма трансфера составила $10 млн (€7,35 млн). За «Торонто» он дебютировал 15 марта в матче стартового тура сезона 2014 против «Сиэтл Саундерс». 5 апреля в поединке против «Коламбус Крю» Майкл забил свой первый гол за «Торонто». Перед сезоном 2015 Брэдли был назначен капитаном команды. В 2017 году он помог «Торонто» выиграть Кубок MLS. 12 декабря 2019 года Брэдли подписал с «Торонто» новый контракт без статуса назначенного игрока. 23 июля 2022 года в матче против «Шарлотта» он сделал дубль, за что был игроком недели в MLS. 17 октября 2023 года Майкл Брэдли объявил о завершении своей 20-летней футбольной карьеры по окончании сезона 2023.

## Карьера в сборной

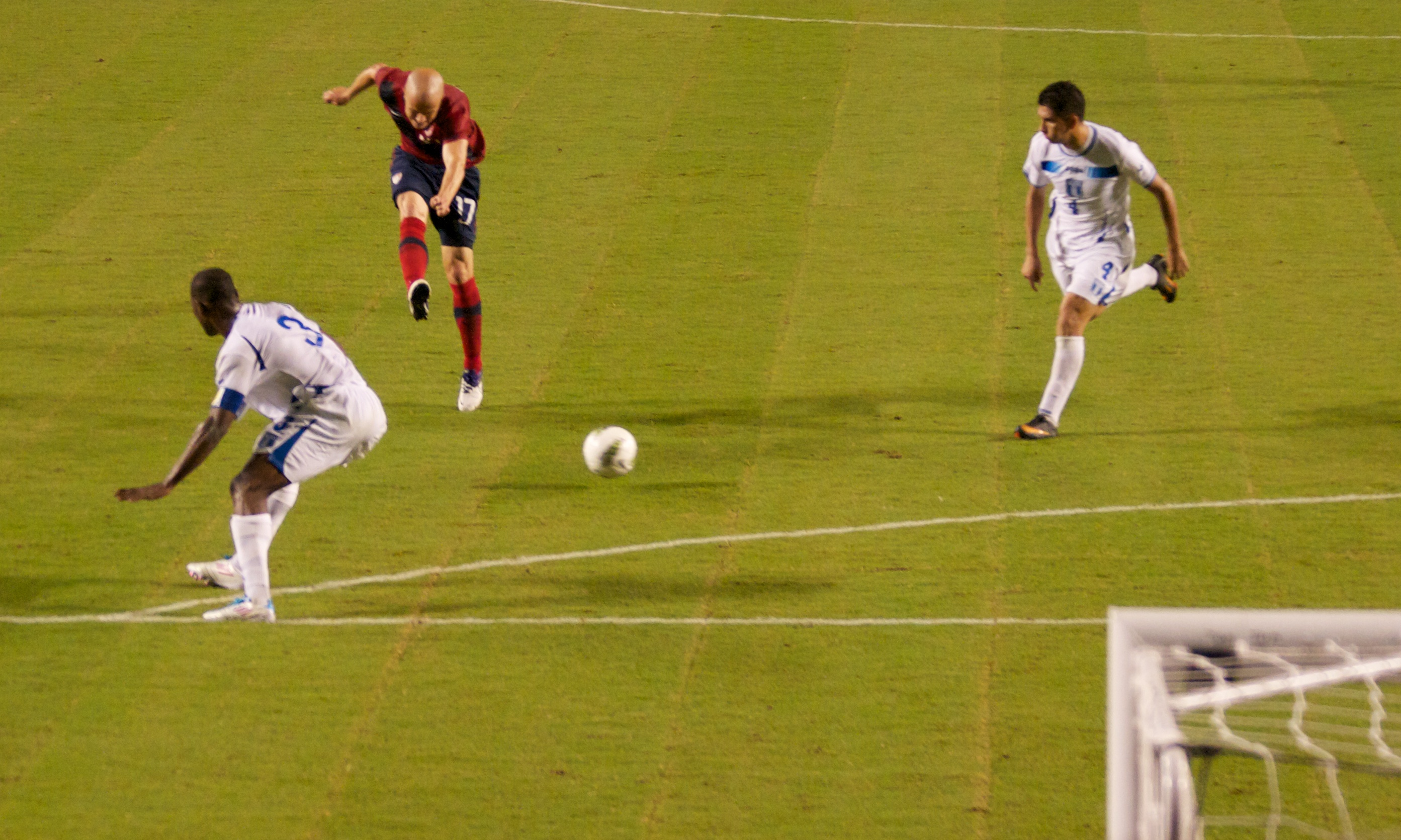
Брэдли в составе сборной США в матче против сборной Гондураса

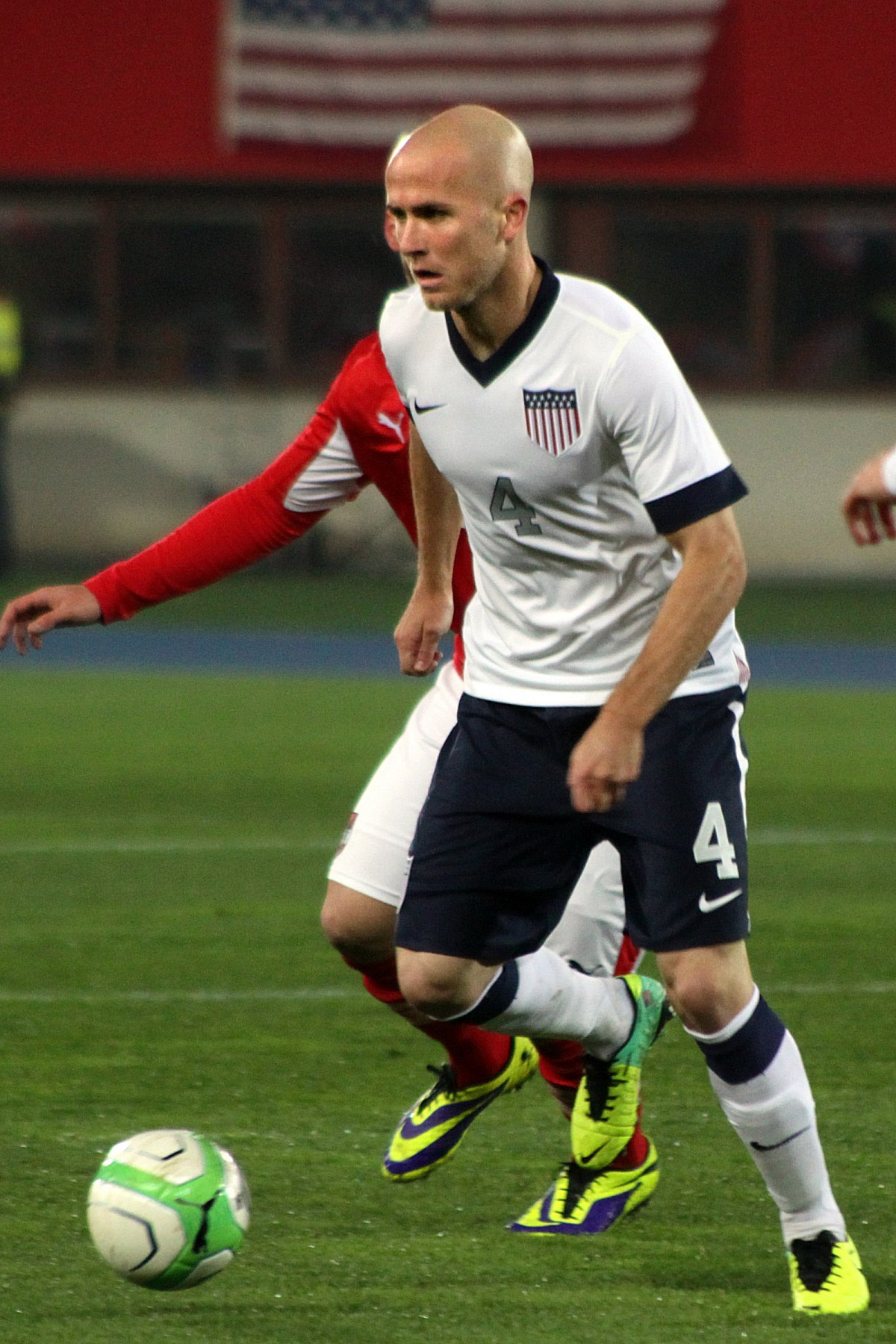
Брэдли в составе сборной США

26 мая 2006 года Брэдли дебютировал в сборной США в товарищеском матче против сборной Венесуэлы, выйдя на замену в конце второго тайма вместо Бена Олсена.
В конце 2006 года на пост главного тренера национальной команды пришёл отец Майкла, Боб. Под его руководством Брэдли-младший стал основным футболистом команды. В 2007 году он был в заявке сборной на участие в Золотом кубке КОНКАКАФ. В следующем месяце он в составе молодёжной команды принял участие в молодёжном чемпионате мира, где в матче против сверстников из Уругвая забил победный гол в дополнительное время.
17 октября 2007 года в товарищеском матче против сборной Швейцарии Брэдли забил свой первый мяч за сборную США. После удачных выступлений за национальную команду Майкл был признан «Лучшим молодым спортсменом» года в 2007 году.
В составе сборной США до 23 лет Брэдли принял участие в футбольном турнире Олимпийских игр 2008.
Брэдли начал отборочную компанию к чемпионату мира 2010 года в качестве основного игрока национальной команды. 11 февраля 2009 года в матче против сборной Мексики он забил два гола и помог своей команде добиться победы над принципиальным соперником. В том же году Майкл принял участие в Кубке конфедераций, где забил мяч в поединке против сборной Египта. Брэдли также сыграл важную роль в полуфинальной победе американской команды над сборной Испании, но в этом же матче он был удален с поля и не смог помочь своей команде в финале против сборной Бразилии.
В 2010 году Брэдли был включён в заявку сборной на поездку в ЮАР на чемпионат мира. 18 июня в матче группового этапа против сборной Словении он забил гол и помог национальной команде добиться ничьей. Майкл также принял участие в поединках против команд Англии, Алжира и Ганы
10 августа 2010 года в товарищеском матче против сборной Бразилии Майкл вывел свою команду на поле с капитанской повязкой. В 2011 году он принял участие в своём втором турнире за Золотой кубок КОНКАКАФ. Брэдли сыграл во всех матчах турнира и отметился мячом в ворота сборной Мексики.
В 2012 году Юрген Клинсман доверил Брэдли место основного центрального полузащитника сборной. В том же 2012 году Брэдли удалось забить два мяча в товарищеских матчах за сборную, двумя потрясающими по красоте ударами с дальней дистанции в ворота сборных Шотландии и России.
В 2014 году Брэдли в составе сборной принял участие в чемпионате мира в Бразилии. На турнире он сыграл в матчах против команд Ганы, Португалии, Германии и Бельгии.
В 2015 году Майкл принял участие в Золотом кубке КОНКАКАФ. На турнире он сыграл в матчах против команд Гаити, Гондураса, Ямайки, Кубы и дважды Панамы. В поединках против панамцев и ямайцев Брэдли забил два гола.
По итогам 2015 года Брэдли был назван футболистом года в США.
Летом 2016 года Брэдли принял участие в домашнем Кубке Америки. На турнире он сыграл в матчах против команд Колумбии, Коста-Рики, Парагвая, Эквадора и Аргентины.
В состав сборной на Золотой кубок КОНКАКАФ 2017 Брэдли был дозаявлен перед стадией плей-офф. Он сыграл в матчах против сборных Сальвадора, Коста-Рики и Ямайки. Брэдли был признан самым ценным игроком и попал в символическую сборную по итогам турнира.
Брэдли был включён в состав сборной США на Золотой кубок КОНКАКАФ 2019. По итогам турнира он попал в символическую сборную.

### Голы за сборную США
| #   | Дата             | Стадион                                     | Соперник          | Текущий счёт | Итог  | Турнир                      |
| --- | ---------------- | ------------------------------------------- | ----------------- | ------------ | ----- | --------------------------- |
| 1.  | 7 октября 2007   | Санкт-Якоб Парк, Базель, Швейцария          | Швейцария         | 1 : 0        | 1 : 0 | Товарищеский матч           |
| 2.  | 15 июня 2008     | Хоум Дипо Сентер, Карсон, США               | Барбадос          | 2 : 0        | 8 : 0 | Отборочный турнир ЧМ-2010   |
| 3.  | 10 сентября 2008 | Тойота Парк, Бриджвью, США                  | Тринидад и Тобаго | 1 : 0        | 3 : 0 | Отборочный турнир ЧМ-2010   |
| 4.  | 11 февраля 2009  | Коламбус Крю Стэдиум, Колумбус, США         | Мексика           | 1 : 0        | 2 : 0 | Отборочный турнир ЧМ-2010   |
| 5.  | 11 февраля 2009  | Коламбус Крю Стэдиум, Колумбус, США         | Мексика           | 2 : 0        | 2 : 0 | Отборочный турнир ЧМ-2010   |
| 6.  | 21 июня 2009     | Роял Бафокенг, Рустенбург, ЮАР              | Египет            | 2 : 0        | 3 : 0 | Кубок конфедераций 2009     |
| 7.  | 14 октября 2009  | Ар-эф-кей Мемориэл Стэдиум, Вашингтон, США  | Коста-Рика        | 1 : 2        | 2 : 2 | Отборочный турнир ЧМ-2010   |
| 8.  | 18 июня 2010     | Кока-Кола Парк, Йоханнесбург, ЮАР           | Словения          | 2 : 2        | 2 : 2 | ЧМ-2010                     |
| 9.  | 25 июня 2011     | Роуз Боул, Пасадина, США                    | Мексика           | 1 : 0        | 2 : 4 | Золотой кубок КОНКАКАФ 2011 |
| 10. | 27 мая 2012      | Эвербанк Филд, Джэксонвилл, США             | Шотландия         | 2 : 0        | 5 : 1 | Товарищеский матч           |
| 11. | 14 ноября 2012   | Кубань, Краснодар, Россия                   | Россия            | 1 : 1        | 2 : 2 | Товарищеский матч           |
| 12. | 2 апреля 2014    | Юниверсити оф Финикс Стэдиум, Глендейл, США | Мексика           | 1 : 0        | 2 : 2 | Товарищеский матч           |
| 13. | 8 февраля 2015   | Стабхаб Сентер, Карсон, США                 | Панама            | 1 : 0        | 2 : 0 | Товарищеский матч           |
| 14. | 13 июля 2015     | Спортинг Парк, Канзас-Сити, США             | Панама            | 1 : 1        | 1 : 1 | Золотой кубок КОНКАКАФ 2015 |
| 15. | 22 июля 2015     | Джорджия Доум, Атланта, США                 | Ямайка            | 1 : 2        | 1 : 2 | Золотой кубок КОНКАКАФ 2015 |
| 16. | 24 марта 2017    | Авайя Стэдиум, Сан-Хосе, США                | Гондурас          | 2 : 0        | 6 : 0 | Отборочный турнир ЧМ-2018   |
| 17. | 12 июня 2017     | Ацтека, Мехико, Мексика                     | Мексика           | 0 : 1        | 1 : 1 | Отборочный турнир ЧМ-2018   |

## Тренерская карьера
24 октября 2023 года Майкл присоединился к своему отцу в норвежском клубе «Стабек» в качестве ассистента.

## Личная жизнь
Его отец Боб Брэдли — известный футбольный тренер, в 2006—2011 годах он возглавлял сборную США, за которую играл Майкл.
Летом 2011 года Майкл женился на теннисистке Аманде Барлетте, у пары двое детей — сын Лука (род. 2012) и дочь Куинн Элль (род. 2014).

## Достижения

### Командные
«Торонто»
- Обладатель Кубка MLS (чемпион MLS): 2017
- Победитель регулярного чемпионата MLS: 2017
- Победитель Первенства Канады: 2016, 2017, 2018, 2020

Сборная США
- Обладатель Золотого кубка КОНКАКАФ: 2007, 2017
- Серебряный призёр Золотого кубка КОНКАКАФ: 2011, 2019
- Серебряный призёр Кубка конфедераций: 2009

### Личные
- Футболист года в США: 2015
- Молодой футболист года в США: 2007
- Самый ценный игрок Золотого кубка КОНКАКАФ: 2017
- Член символической сборной Золотого кубка КОНКАКАФ: 2017, 2019
- Участник Матча всех звёзд MLS: 2014, 2015, 2017